# Cúcuta (Laja)
Cúcuta (auch: Kokota) ist eine Ortschaft im Departamento La Paz im südamerikanischen Anden-Staat Bolivien.

## Lage im Nahraum
Cúcuta ist die einzige Ortschaft des Kanton Cúcuta im Municipio Laja in der Provinz Los Andes. Die Ortschaft liegt auf einer Höhe von 3951 m auf dem bolivianischen Altiplano an dem Gebirgsflüsschen Río Challa Jahuira, das hier in südwestlicher Richtung fließt. Nordöstlich der Ortschaft Cúcuta im Municipio Laja liegt auf der gegenüberliegenden Straßenseite die gleichnamige Ortschaft des Municipio Pucarani mit 558 Einwohnern.

## Geographie
Cúcuta liegt auf der bolivianischen Hochebene zwischen den Anden-Gebirgsketten der Cordillera Occidental im Westen und der Cordillera Central im Osten.
Die mittlere Durchschnittstemperatur der Region liegt bei 8 °C, der Jahresniederschlag beträgt etwa 600 mm. Die Region weist ein ausgeprägtes Tageszeitenklima auf, die Monatsdurchschnittstemperaturen schwanken nur unwesentlich zwischen 7 °C im Juli und 11 °C im Dezember. die Monatsniederschläge liegen zwischen unter 10 mm in den Monaten Juni und Juli und nahe 100 mm von Dezember bis Februar.

## Verkehrsnetz
Cúcuta liegt in einer Entfernung von 23 Straßenkilometern nordwestlich von La Paz, der Hauptstadt des gleichnamigen Departamentos.
Von La Paz führt die Nationalstraße Ruta 2 über El Alto in nordwestlicher Richtung vorbei an dem westlich der Ruta 2 gelegenen Cúcuta nach Villa Vilaque und weiter über Batallas und Huarina nach Copacabana am Titicacasee.

## Bevölkerung
Die Einwohnerzahl der Ortschaft betrug bei der letzten Volkszählung von 2012 823 Einwohner:
| Jahr | Einwohner         | Quelle       |
| ---- | ----------------- | ------------ |
| 1992 | keine Detaildaten | Volkszählung |
| 2001 | keine Detaildaten | Volkszählung |
| 2012 | 823               | Volkszählung |
| 2024 |                   | Volkszählung |

Die Region weist einen hohen Anteil an Aymara-Bevölkerung auf, im Municipio Laja sprechen 86,7 Prozent der Bevölkerung Aymara.